# Argyrodes callipygus
Argyrodes callipygus är en spindelart som beskrevs av Tamerlan Thorell 1895. Argyrodes callipygus ingår i släktet Argyrodes och familjen klotspindlar.
Artens utbredningsområde är Myanmar. Inga underarter finns listade i Catalogue of Life.